# Aachen-Maastrichter Eisenbahn-Gesellschaft

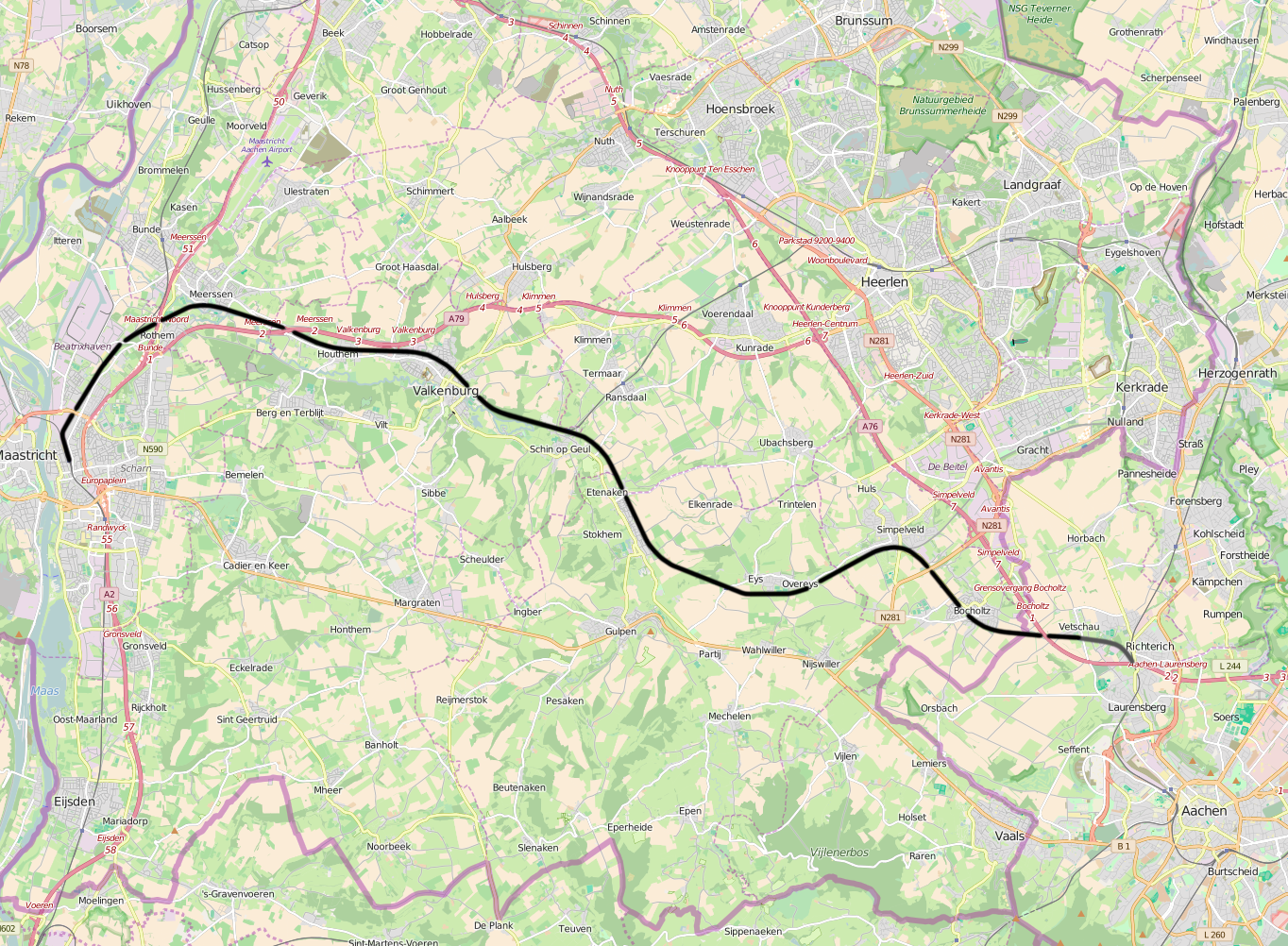
Bahnstrecke Aachen–Maastricht der Aachen-Maastrichter Eisenbahn-Gesellschaft

Die Aachen-Maastrichter Eisenbahn-Gesellschaft (AMEG) war eine preußische Eisenbahngesellschaft, die 1845 gleichzeitig mit ihrer niederländischen Schwestergesellschaft, der „Aken-Maastrichtsche Spoorweg-Maatschappij“, zu dem Zweck gegründet wurde, eine Bahnstrecke Aachen–Maastricht zu errichten.
Diese Linie wurde schließlich 1853 als erste niederländische Strecke, die ins Ausland führte, in Betrieb genommen und diente dem Personen- und Gütertransport sowohl für die Reisenden zwischen Aachen und Maastricht und für die Bauern aus der Region zum Transport ihrer Waren als auch als Industriebahn für den Abtransport der Kohle aus den umliegenden Zechen des Aachen-Limburger Reviers zu ihren Bestimmungsorten. Über diese neue Eisenbahnlinie entstanden nun Verbindungen sowohl an das bereits gut ausgebaute belgische und französische Eisenbahnnetz als auch an die Netze der Rheinischen Eisenbahn-Gesellschaft und der Königlichen Direktion der Aachen-Düsseldorf-Ruhrorter Eisenbahn bzw. ihrer Nachfolgeorganisation, der Bergisch-Märkischen Eisenbahn-Gesellschaft.

## Geschichte
Die ersten Pläne zum Bau einer Eisenbahnverbindung zwischen Aachen und dem Hafen von Antwerpen über Maastricht und Hasselt waren 1831 von James Cockerill der Öffentlichkeit vorgestellt worden. Sie wurden jedoch abgelehnt, da man vermutete, dass sich Cockerill durch den Streckenverlauf persönliche Vorteile verschaffen wollte, weil er selbst Besitzer zahlreicher Kohlegruben in der niederländischen Provinz Limburg war. Durch den persönlichen Einsatz von David Hansemann fünf Jahre nach dem Tod von Cockerill wurden 1843 die Pläne erneut aufgegriffen und die Streckenplanung konkretisiert. Die Handelskammer und der Stadtrat von Aachen unterstützten die Gründung einer Interessengruppe, die zusammen mit Maastrichter Vertretern eine gemeinsame Kommission zur Gründung je einer niederländischen und preußischen Eisenbahngesellschaft ins Leben rief. Am 14. und 15. Juli 1845 fand daraufhin im Aachener Rathaus die Gründungsversammlung der beiden gleichberechtigten Gesellschaften statt, die sich fortan „Aachen-Maastrichter Eisenbahn-Gesellschaft“, bzw. „Aken-Maastrichtsche Spoorweg-Maatschappij“ nannten. Diese erhielten daraufhin am 30. Januar 1846 von der preußischen und am 23. Februar 1846 von der niederländischen Regierung eine Konzession zur Errichtung einer Eisenbahnlinie zwischen Aachen und Maastricht nebst bedarfsgerechter Nebenstrecken.

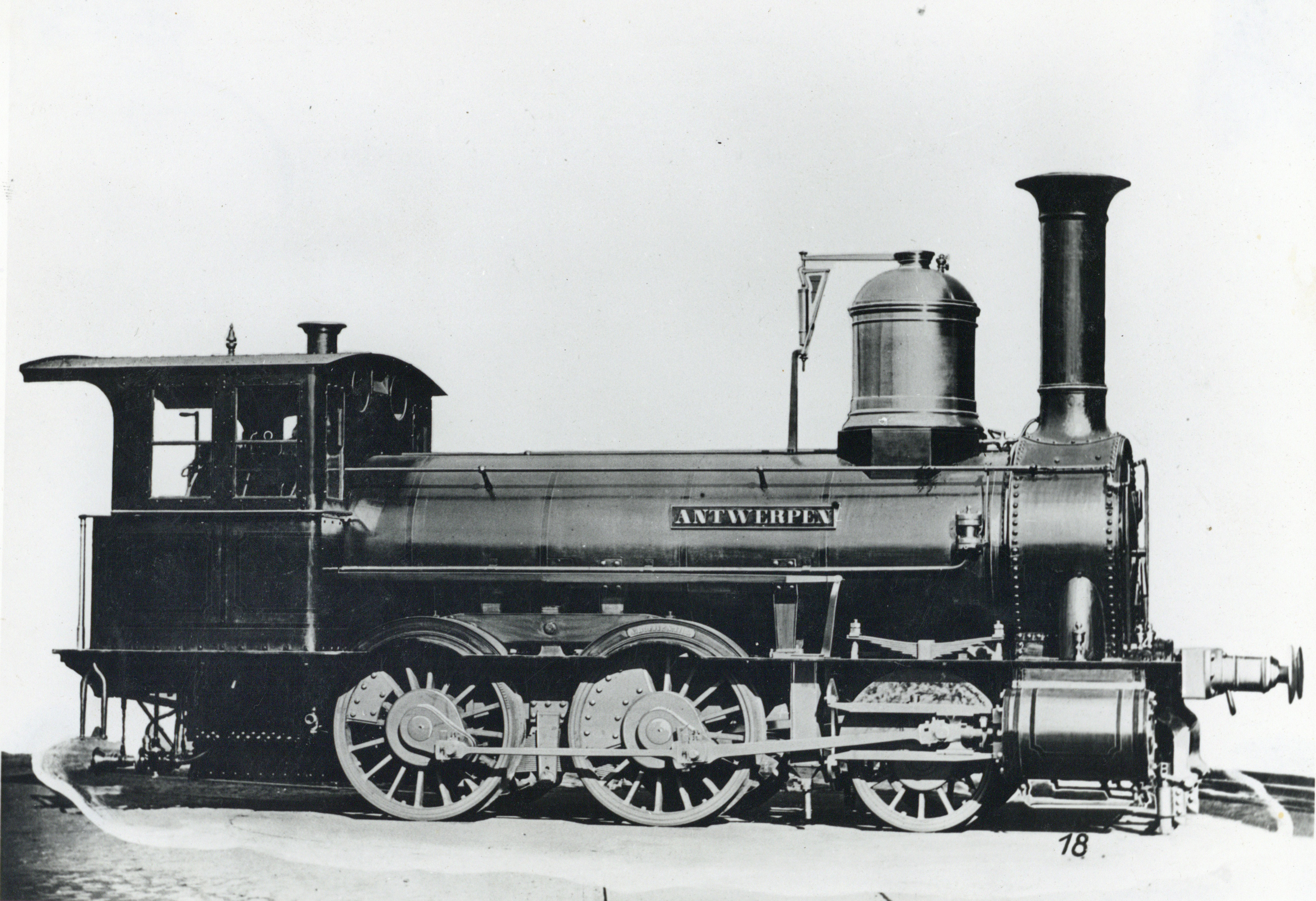
Lokomotive „Antwerpen“ der AMEG im Jahr 1865

Zur Minderung des Risikos von Bau und Betrieb dieser Eisenbahnlinie erteilte der niederländische König Wilhelm II. der preußischen AMEG das Recht zur Nutzung des Steinkohlenbergwerks Domaniale Mijn in Kerkrade, von dem die Gesellschaft die nötige Kohle für ihre Lokomotiven erhielt, für 99 Jahre. Die Domanial-Steinkohlengrube blieb daraufhin für die Dauer der Konzession bis zum 10. Mai 1945 im Besitz der Gesellschaft. Langwierige Verhandlungen über die innerstädtischen Planungen der Trasse auf Aachener Seite, die notwendigen Grundstücksankäufe auf niederländischer Seite sowie die unterschiedlichen Zollbestimmungen und die damit verbundenen Umgestaltungen einiger Bahnhöfe führten dazu, dass die Bahnlinie erst am 23. Oktober 1853 ab Bahnhof Templerbend eröffnet werden konnte. Zugleich erhielt die niederländische Schwesterngesellschaft eine weitere Konzession für eine Linie von Maastricht nach Hasselt, die 1856 eröffnet wurde und wodurch eine Verbindung an die bestehende Strecke Hasselt-Landen bei Löwen entstand. Der Fuhrpark bestand in jenen Anfangsjahren bereits aus 8 Lokomotiven, 16 Personen- und 224 Güterwagen, die überwiegend von Cockerill-Sambre und Borsig geliefert wurden.

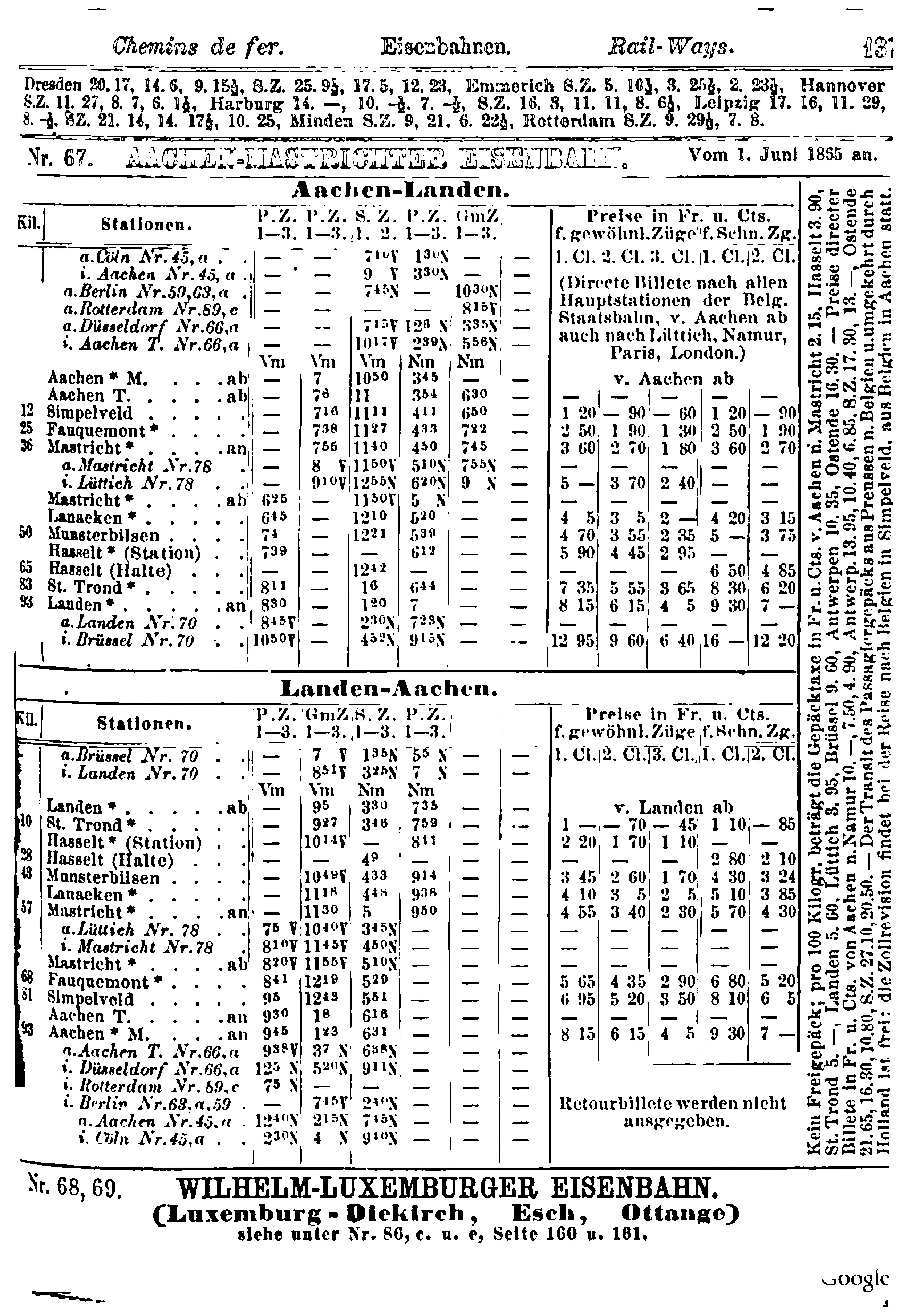
Fahrplan 1865

Bereits wenige Jahre später geriet die preußische Aachen-Maastrichter Eisenbahn-Gesellschaft jedoch in finanzielle Bedrängnis und musste ab dem 1. August 1867 das Streckennetz Aachen-Maastricht an die private belgische Eisenbahn-Gesellschaft Grand Central Belge verpachten. Dadurch war es der AMEG aber möglich, ihre Expansionsstrategie fortzusetzen. Daraufhin konnte sie mit Konzession von 1871 das Steinkohlenbergwerk Domaniale Mijn mit einer neuen 8 km langen Nebenlinie über Simpelveld an die Hauptlinie anschließen, die ab dem 1. August 1872 in Betrieb ging und wodurch diese Zeche einen notwendigen wirtschaftlichen Aufschwung erhielt. Zunächst wurden die Kohlewaggons noch mit Pferden gezogen, bis die Traktion im Jahr 1880 auf Lokomotiven umgestellt wurde. In Simpelveld wurden dann die Kohlen auf die normalspurigen Güterwagen der Aachen-Maastrichter Bahn umgeladen.
Nachdem schließlich im Jahr 1897 die „Grand Central Belge“ als belgisches Eisenbahnunternehmen verstaatlicht und ein Jahr später ebenso der niederländische Streckenabschnitt von der niederländischen Staatsbahn übernommen worden war, kaufte die preußische Eisenbahnverwaltung letztendlich der AMEG auch den deutschen Teil der Strecke ab. Die AMEG besaß nunmehr bis auf den mit der Domaniale Mijn wirtschaftlich und strukturell verbundenen Zubringer keine Eisenbahnstrecke mehr und wurde daraufhin als eigenständige Eisenbahngesellschaft aufgelöst, wobei die verbliebene Bahnstrecke von der Domaniale Mijn unter ihrem Direktor Otto von Pelser-Berensberg mitverwaltet wurde. Das ursprünglich der preußischen Aachen-Maastrichter Eisenbahn-Gesellschaft zustehende Nutznießrecht an der Domaniale Mijn wurde 1917 an die noch fortbestehende Schwestergesellschaft „Aken-Maastrichtsche Spoorweg-Maatschappij“ übertragen, die ihrerseits allerdings 1921 in Liquidation geriet und 1924 vom Staat übernommen wurde.